# Región de Béré
Béré es una de las treinta y una regiones de Costa de Marfil. En mayo de 2014 tenía una población censada de 389 758 habitantes. Está formada por los siguientes departamentos, que se muestran igualmente con población de mayo de 2014:
- Dianra 96,579
- Kounahiri 77,679
- Mankono 215,500[1]